# LIFE! jinsei ni sasageru conte
LIFE! jinsei ni sasageru conte (LIFE!〜人生に捧げるコント〜) (littéralement : VIVRE! ~Des sketchs consacrés à la vie~) est une émission de télévision japonaise faite de sketchs sur le thème de la vie quotidienne.

## Histoire
À l’origine, le producteur Yasuyuki Arida a proposé à Teruyoshi Uchimura (en) de faire des sketchs à NHK pour remplacer l’émission NEO - Office Chuckles (サラリーマンNEO). Teruyoshi Uchimura a accepté la proposition. Selon Yasuyuki Arida, "Monsieur Uchimura fait des choses variées comme des films, des émissions de variétés, mais il aime les sketchs plus que tout".
Uchimura joue donc le rôle principal dans cette émission faite de sketchs, qui concernent la vie quotidienne, et de débats.

## Présentateurs et acteurs[3]
- Teruyoshi Uchimura (en) (内村光良)
- Naoki Tanaka (田中直樹)
- Naomi Nishida (en) (西田尚美)
- Gen Hoshino (星野源)
- Anna Ishibashi (石橋杏奈)
- Asami Usuda (臼田あさ美)
- Murotsuyoshi (ムロツヨシ)
- Muga Tsukaji (塚地武雅)

## Les sketchs populaires[4]
- Le premier ministre est un alien (宇宙人総理)
- Amachan ~De l’autre côté inconnu~ (あまちゃん 知られざるその裏側)
- L’homme invincible (無敵の男)
- On est NHK (NHKなんで)
- Longue vocalisation de kabuki (ロング歌舞伎発声法)
- Réduction familiale (家族割引)
- Un successeur qui aura un masque (マスクを継ぐもの)
- Interview entourée de journalistes (囲み取材)
- Super Star ~20 % de réduction~ (スーパースター ～2割引き～)
- Retransmission (現場中継)

## Critique par un député
Le 25 mars 2014, Hiroshi Nakata, un député de la Chambre des représentants, membre du Parti des Générations Futures (次世代の党), a dit au Comité permanent des Affaires générales (衆院総務委員会) "Je pense qu’il y a des émissions abêtissantes sur la NHK", et il a critiqué quelques émissions de comédies de NHK. Deux mois après, un sketch qui s’appelle NHK nande (On est NHK) a été diffusé dans l'émission pour contester cette affirmation. 
Dans ce sketch, on est en train de se préparer pour filmer une émission de variétés de NHK, avec beaucoup de comédiens. Dans cette émission, ils disent des paroles comiques en regardant un vidéo. Mais, un producteur vétéran, qui s’appelle Kanji Mitsuya (三津谷寛治), entre soudainement dans le cadre et demande qu’on change la scène. Surtout, il exige une émission sérieuse bien que cette émission est une comédie. Pendant ce sketch, il répète souvent « Cette émission est abêtissante, il faut diffuser des émissions sérieuses ; on est NHK ». En conséquence, l’émission devient une émission très sérieuse à cause de lui.

## Prix et récompenses
- mai 2014: Prix Galaxy[7]